# Kasper Andersen

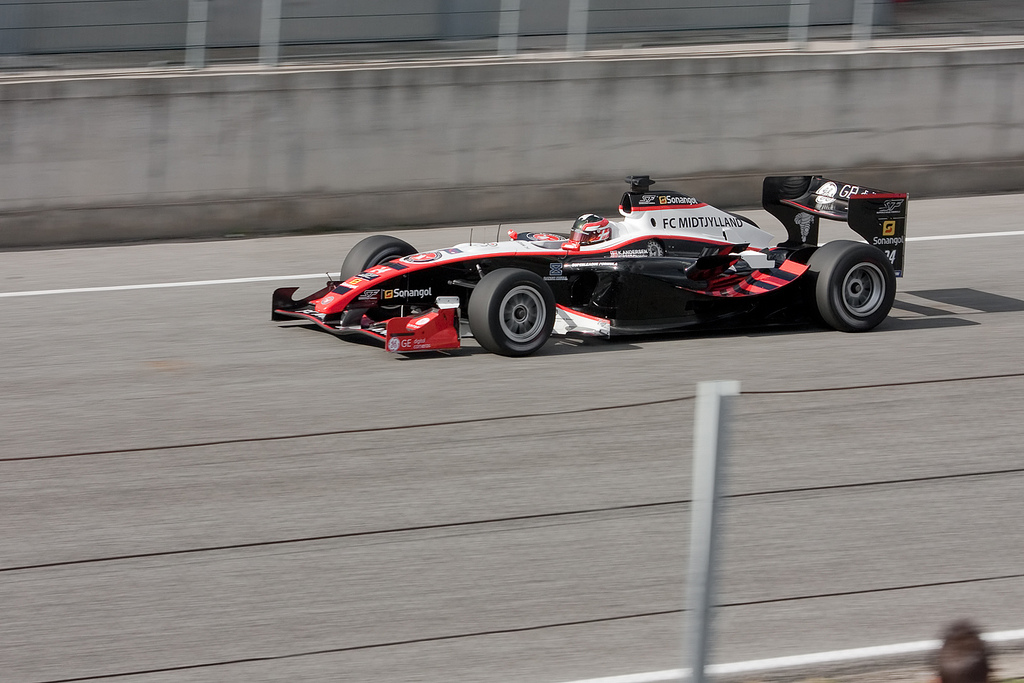
Andersen fuhr in der Superleague Formula 2009 für das Team des FC Midtjylland

Kasper Mengers Andersen (* 3. August 1984 in Silkeborg) ist ein ehemaliger dänischer Autorennfahrer.

## Karriere
Wie die meisten Motorsportler begann Andersen seine Karriere im Kartsport, den er von 2000 bis 2002 ausübte. 2003 wechselte er in die skandinavische Formel Renault und wurde auf Anhieb Fünfter in der Fahrerwertung. 2004 blieb er in dieser Serie und gewann mit neun Siegen den Meistertitel. Nachdem er bereits an einigen Rennen des Formel Renault 2.0 Eurocups und der deutschen Formel Renault teilgenommen hatte, startete Andersen 2005 ausschließlich in diesen Serien. Während er im Eurocup den 19. Gesamtrang belegte, wurde er mit einem Sieg Sechster der deutschen Formel Renault. 2006 verbesserte er sich im Formel Renault 2.0 Eurocup auf den fünften Gesamtrang und startete außerdem bei einigen Rennen der nordeuropäischen Formel Renault.
2007 wechselte Andersen in die neuentstandene Internationale Formel Master. Mit zwei Rennsiegen belegte er am Saisonende den siebten Gesamtrang. Außerdem startete er bei fünf Rennen der Euroseries 3000. 2008 ging der Däne erneut in der Internationalen Formel Master an den Start. Es gelang ihm nicht an die Siege aus dem Vorjahr anzuknüpfen und er belegte mit zwei zweiten Plätzen den neunten Gesamtrang. Zu den letzten drei Saisonrennen trat er nicht mehr an. Stattdessen startete er an vier Rennwochenenden der Superleague Formula für das Team des griechischen Fußballclubs Olympiakos Piräus. 2009 kehrte Andersen in die internationale Formel Master zurück und begann für Hitech Junior Racing startend seine dritte Saison in dieser Meisterschaft. Der Däne gewann in dieser Saison wieder ein Rennen. Nach den ersten drei Rennwochenenden verließ sein Team die Meisterschaft und er konnte die Saison erneut nicht beenden. Dennoch belegte er am Saisonende den zehnten Gesamtrang. Im weiteren Jahresverlauf startete er für das von Hitech Racing betreute Team des FC Midtjylland und bestritt seine zweite Saison in der Superleague Formula. Der Däne erzielte als bestes Resultat einen dritten Platz im letzten Saisonrennen.

## Statistik

### Karrierestationen
- 2000–2002: Kartsport
- 2003: Skandinavische Formel Renault (Platz 5)
- 2004: Skandinavische Formel Renault (Meister)
- 2005: Formel Renault 2.0 Eurocup (Platz 19); deutsche Formel Renault (Platz 6)
- 2006: Formel Renault 2.0 Eurocup (Platz 5); nordeuropäische Formel Renault (Platz 19)
- 2007: Internationale Formel Master (Platz 7); Euroseries 3000 (Platz 12)
- 2008: Internationale Formel Master (Platz 9)
- 2009: Internationale Formel Master (Platz 10)